# Marco Sabiu
Marco Sabiu (Forlì, 1º settembre 1963) è un pianista, direttore d'orchestra, arrangiatore e compositore italiano.

## Biografia
Marco Sabiu nasce a Forlì nel 1963. Dopo aver terminato gli studi presso il conservatorio "G. Rossini" di Pesaro inizia a lavorare, ventenne, nell'industria musicale come tastierista, arrangiatore e produttore. Nel 1990, trasferitosi a Londra, forma i Rapino Brothers, producendo e remixando brani musicali di artisti come Take That, Kym Mazelle e Kylie Minogue. Dal 1998 Marco volge l'attenzione verso progetti più impegnativi collaborando con artisti quali Tanita Tikaram, Françoise Hardy, Luciano Pavarotti ed Ennio Morricone.
Nel 2001 torna in Italia e partecipa a popolari show televisivi con Adriano Celentano e Gianni Morandi. A partire dal 2008 inizia la collaborazione con Luciano Ligabue: Marco crea gli arrangiamenti e dirige  l'orchestra dell'Arena di Verona durante le Notti in Arena. Il 2010 vede l'uscita dell'album Charlemagne, opera symphonic metal cantata, narrata e recitata dall'attore britannico Christopher Lee. Nel 2010, 2011 e 2012 è direttore dell'orchestra del Festival di Sanremo e collabora con artisti di rilievo internazionale. È in questo periodo che inizia a realizzare come artista solista.
Nascono così un primo album di ninne nanne, un secondo album di composizioni, Sabiu n.7 e un terzo album Audio ergo sum, presentati entrambi al festival sanremese, con la partecipazione nel singolo Limitless del cantante degli Yes Jon Anderson. Nel 2014 compone tutte le musiche originali per il film Il ricco, il povero e il maggiordomo con Aldo, Giovanni e Giacomo. Nel 2015 e 2016 dirige i mille musicisti di Rockin'1000 ed è direttore musicale su Rai 1 nella trasmissione Domenica In di Maurizio Costanzo.

## Produzioni
- 2016 That's Live ( Rockin’1000 ) (Sony Music)
- 2010 Matteo Macchioni Album (Sugar Music)
- 2010 Charlemagne: By The Sword & The Cross
- 2007 Ennio Morricone "We all love" (Vanessa & the O's) "Je Changerai" SONY/BMG
- 2007 Victoria Hart “Whatever happened to romance” single DECCA
- 2007 Agricantus “Imaku” single RAI TRADE
- 2007 Laslo Jones album tracks TBA
- 2004 Pavarotti & Friends Live album mixes DECCA
- 2003 Luciano Pavarotti “Ti adoro” Album (Tech. Advisor) DECCA
- 2003 Marcello Martini Sometimes Single Sugar
- 2001 Aston Villa Forthcoming Tracks Naive
- 2000 Paola & Chiara “Vamos a bailar” plus Album Tracks Sony Music
- 1999 Rain Album Tracks Zomba Records
- 1999 Lovatux AlbumTracks Keystone
- 1999 Filippa Giordano “Filippa Giordano” Album Insieme/Sugar
- 1998 Tpau “With a little luck” Gnatfish Records
- 1996 Tanita Tikaram “The best of” Album Tracks Wea UK
- 1993 Take That Everything Changes Album Tracks RCA
- 1993 Take That Could It Be Magic Single RCA
- 1993 Heaven 17 Fascist Groove Thing Single Virgin
- 1993 Heaven 17 Higher and higher Single Virgin
- 1993 Haddaway What Is Love Single Logic
- 1999 Moby Every Time You Touch Me Remix Mute
- 1993 Corona Rhythm Of The Night Single Eternal
- 1994 Dubstar Stars Single Food
- 1994 Sleeper Atomic (from 'Trainspotting' soundtrack) Track EMI
- 1995 Sparks When Do I Get To Sing My Way Single Logic Records
- 1996 Alicia Bridges I Love The Nightlife (From 'Priscilla Queen of the Desert')
- 1995 Space “Magic Fly” Maxi single Hansa
- 1996 Suggs Alcohol Single WEA
- 1995 Suggs Cecilia Single WEA
- 1995 Roxette “The Look” maxi single EMI UK
- 1996 Kavana I Can Make You Feel Good Remix Nemesis/Virgin
- 1996 Zion Train Do Anything You Want To Do Single China
- 1994 The Tabernacle I Know The Lord Single Good Groove
- 1996 Weather Girls Stars Album East West
- 1996 Wang Chung Dance Hall Days Single Geffen
- 1993 Rozalla “Everybodyʼs free” Logic Records
- 1991 The Rapino Brothers “Reach to the top” Final Vinyl